# 尾叶远志
尾叶远志（学名：Polygala caudata）为远志科远志属下的一个种。

## 扩展阅读
- 維基物種上的相關：尾叶远志